# Jinuoshan Jinuozu Xiang
Jinuoshan Jinuozu Xiang (kinesiska: 基诺山, 基诺山基诺族乡) är en socken i Kina. Den ligger i provinsen Yunnan, i den sydvästra delen av landet, omkring 380 kilometer sydväst om provinshuvudstaden Kunming.
Genomsnittlig årsnederbörd är 1 821 millimeter. Den regnigaste månaden är juli, med i genomsnitt 396 mm nederbörd, och den torraste är februari, med 14 mm nederbörd.